# Angelica atropurpurea
Angelica atropurpurea es una especie de hierba de la familia de las apiáceas. Es originaria de Norteamérica donde se puede encontrar en los  bosques húmedos y pantanosos, principalmente cerca de los de ríos. 

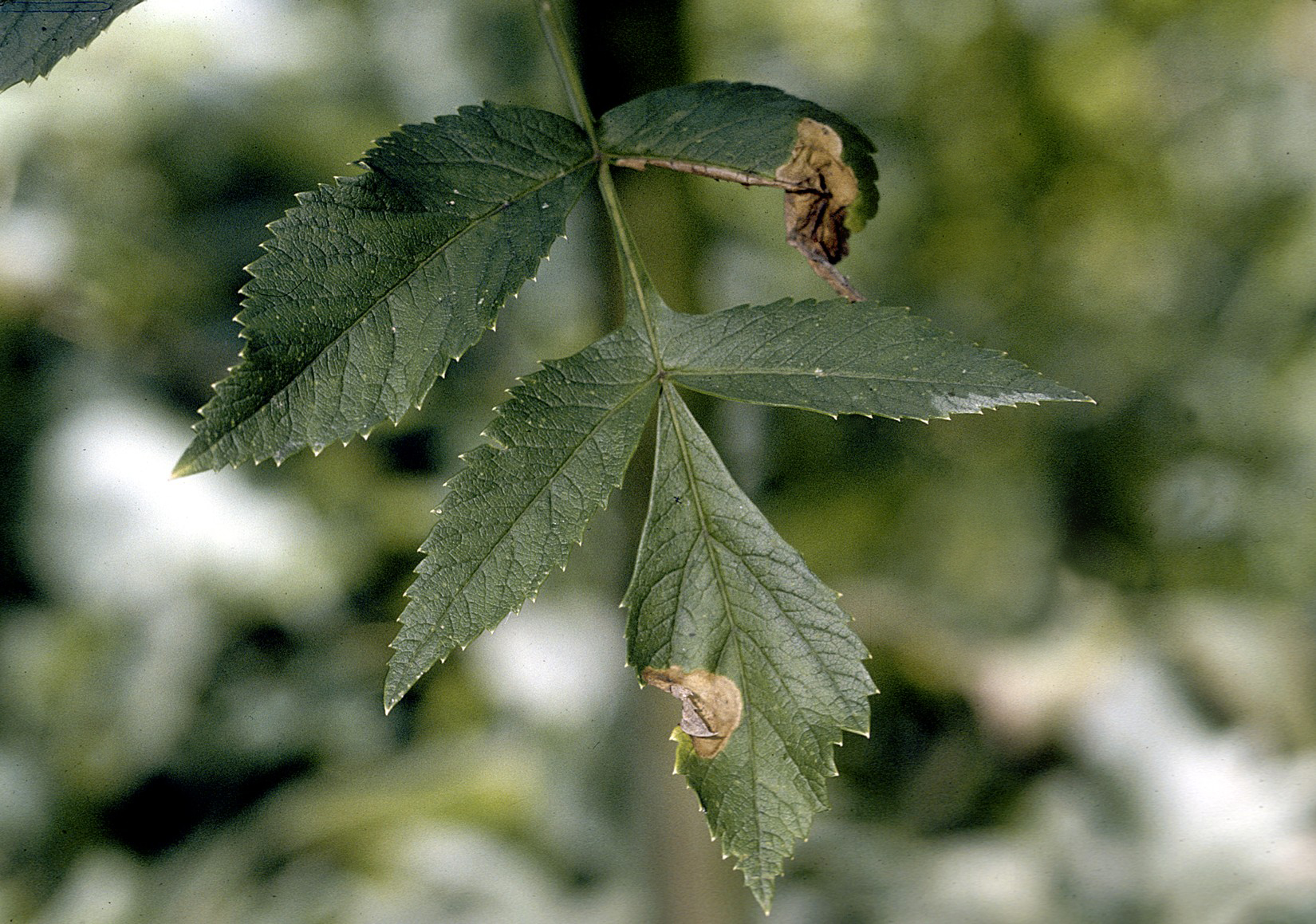
Vista de la planta

## Descripción
La planta crece hasta los 180 cm de altura con una ramificación erecta con el tallo de color púrpura. El tallo es liso, hueco  y robusto. Las hojas se dividen en tres partes, cada una con su propio pecíolo. Cada parte de la hoja se subdivide en tres a cinco segmentos. El total de la anchura de una hoja inferior puede ser de hasta 60 cm. La planta tiene flores de color blanco a verdoso formando como cabezas en forma de paraguas. Una cabeza puede tener hasta 40 rayos y 20 cm de ancho. 

## Propiedades
Los tallos se pueden comer como el apio y el sabor es similar. Los primeros colonos americanos  hervían partes de la planta para convertirla en dulces y también utilizarlas como ingrediente en una torta. En Europa se creía que la planta podría curar el alcoholismo.

## Taxonomía
Angelica atropurpurea fue descrita por  Carlos Linneo y publicado en Species Plantarum 1: 251. 1753.
Etimología
Ver: Angelica
atropurpurea: epíteto que significa "púrpura oscuro".
Sinonimia
- Angelica atropurpurea var. occidentalis Fassett
- Archangelica atropurpurea (L.) Hoffm.
- Selinum atropurpureum Link[4]